# Aulotandra
Aulotandra é um género botânico pertencente à família Zingiberaceae.